# جوزيف زينباور
جوزيف زينباور (بالألمانية: Josef Zinnbauer) (مواليد 1 مايو 1970) وهو لاعب كرة قدم ألماني سابق ومدرب حالي، يدرب حاليًا  نادي شبيبة القبائل الجزائري.

## مسيرته التدريبية
بدأت مسيرة زينباور التدريبية في نادي أولدنبورغ كمدرب رئيسي في عام 2005 وظل هناك حتى عام 2010. ثم أصبح مساعدًا للمدرب في نادي كارلسروه. كان المدير الفني لفريق كارلسروه الرديف في الفترة من 27 مارس 2012 إلى 30 يونيو 2012. بدأ تدريب الفريق الرديف لفريق هامبورغ في 1 يوليو 2014. في الدوري الإقليمي نورد. فاز الفريق الرديف بنتيجة 4-0 على Goslarer SC 08 في أول مباراة له كمدرب رئيسي. قاد الفريق الرديف إلى ثمانية انتصارات في ثماني مباريات قبل أن يصبح المدير الفني للفريق الأول في 16 سبتمبر 2014. انتهت أول مباراة له كمدرب بالتعادل 0-0 أمام بايرن ميونخ. تم إقالته في 22 مارس 2015.
عاد زينباور إلى الفريق الرديف لموسم 2015/2016 وكان هناك حتى تم تعيينه من قبل نادي سانت غالن في 15 سبتمبر 2015.
في 10 ديسمبر 2019، تم تعيينه كمدرب رئيسي لنادي كرة القدم المحترف في جنوب إفريقيا أورلاندو بايرتس، أنهى معه الدوري في المركز الثالث كإنجاز. وبعد مرور عام بالضبط، فاز المدرب زينباور بأول لقب له في جنوب أفريقيا. في 12 ديسمبر 2020، أصبح أورلاندو بايرتس بطل (MTN 8)، بعد فوزه على بلومفونتين سيلتيك في النهائي 2-1.
في 30 يونيو 2022، تم تعيين زينباور من قبل لوكوموتيف موسكو في روسيا. تم طرده في 8 أكتوبر 2022 بعد الخسارة الخامسة على التوالي في الدوري أمام لوكوموتيف.
في 8 يونيو 2023، تم تعيين جوزيف زينباور مديرًا فنيًا لنادي الرجاء الرياضي بدءًا من نهاية موسم 2022–23 حتى يونيو 2025. وأصبح أول مدرب ألماني على الإطلاق في تاريخ النادي.
في 14 يونيو 2024، قاد نادي الرجاء الرياضي للتتويج بالدوري المغربي لكرة القدم 2023–24 دون هزيمة، ووصل مع النادي (35 مباراة) دون هزيمة في كل البطولات.
في 1 يوليو 2024، قاد نادي الرجاء الرياضي للتتويج بكأس العرش المغربي 2022-23

## الإنجازات
الرجاء الرياضي
- الدوري المغربي لكرة القدم : 2023–24
- كأس العرش المغربي : 2022–23[2023-2024]

 أورلاندو بايرتس
- كأس جنوب أفريقيا (MTN 8) : 2020

#### فردية
- أفضل مدرب في الدوري المغربي لكرة القدم : 2023–24[3]

## روابط خارجية
- جوزيف زينباور على موقع قاعدة بيانات كرة القدم.إي يو (الإنجليزية)
- جوزيف زينباور على موقع بيانات كرة القدم. دي إي (الألمانية)
- جوزيف زينباور على موقع عالم كرة القدم.نت (الإنجليزية)